# Bulbophyllum collinum
Bulbophyllum collinum är en orkidéart som beskrevs av Rudolf Schlechter. Bulbophyllum collinum ingår i släktet Bulbophyllum och familjen orkidéer. Inga underarter finns listade i Catalogue of Life.